# Statua di Virgilio in cattedra
La statua di Virgilio in cattedra è una scultura marmorea di epoca medievale collocata sul fianco del Palazzo del Podestà di Mantova.
La statua, fiancheggiata da due colonne in marmo, è collocata in un'edicola ed è chiamata familiarmente dai mantovani la vecia (la vecchia). Rappresenta il poeta Virgilio in veste di dottore con il banco per scrivere sulle ginocchia e il berretto dottorale in testa.
Sulla sottile costa del banco da scrittura troviamo una frase che identifica il ritratto di Virgilio, poeta clarissimus. Immediatamente sotto la scultura, ecco la ben nota epigrafe: Mantua me genuit, Calabri rapuere, tenet nunc Parthenope, cecini pascua, rura, duces. Ancor più in basso appare la targa che data il Palazzo al 1227, durante il governo del podestà Laudarengo Martinengo.
Nel dicembre del 2024 in alcuni locali del Palazzo del Podestà, nell'Arengario e nella cosiddetta Masseria ha trovato sede il museo comunale dedicato al grande poeta. Appunto il Museo Virgilio, che ospita notevoli opere d'arte e un progetto didattico interattivo, in ambienti impreziositi da affreschi medievali e rinascimentali..